# Thamnobryum confertum
Thamnobryum confertum är en bladmossart som beskrevs av H. Robinson 1974. Thamnobryum confertum ingår i släktet rävsvansmossor, och familjen Neckeraceae. Inga underarter finns listade i Catalogue of Life.